# Trento Longaretti

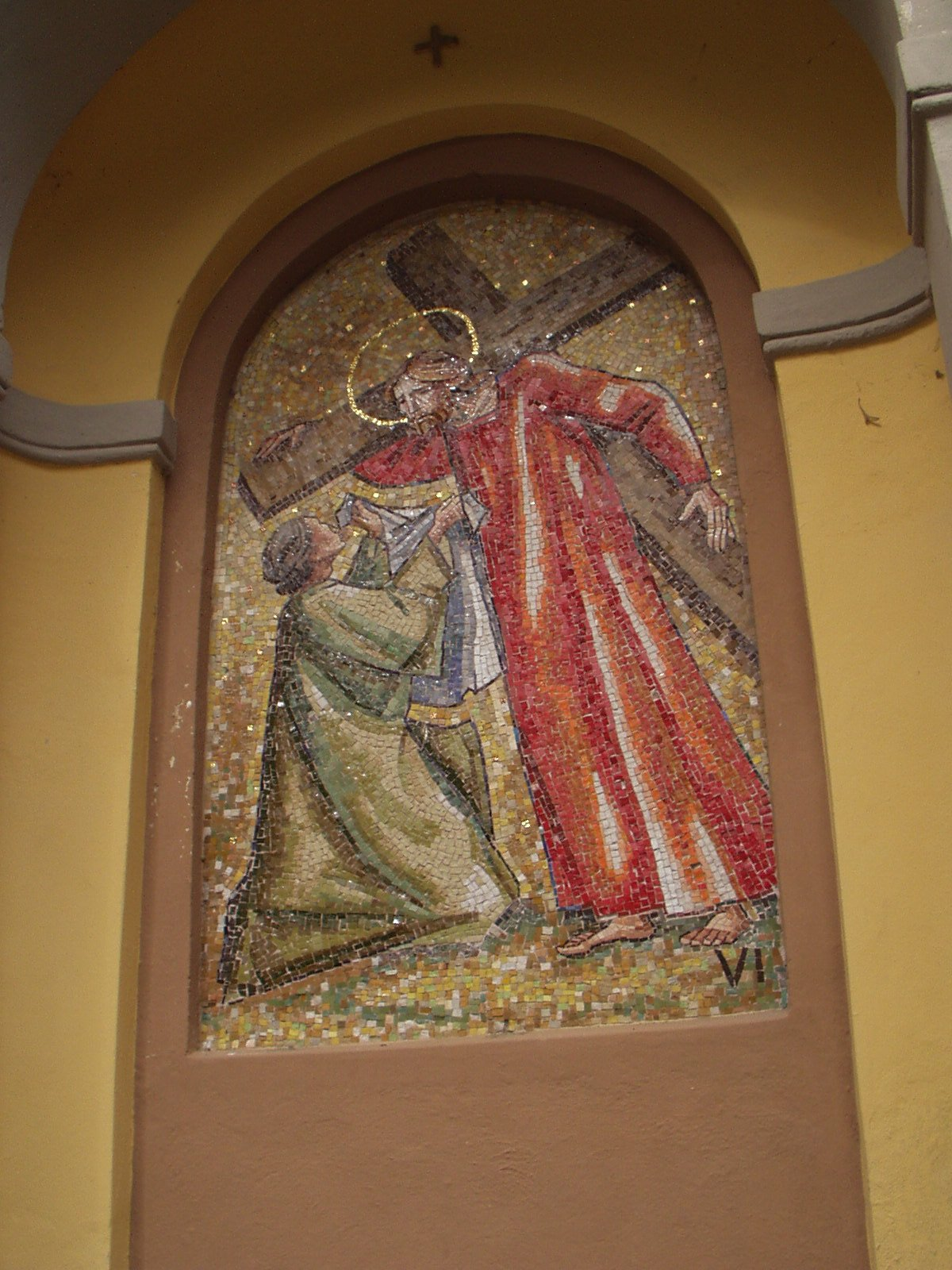
Sagrato della chiesa di San Salvatore a Monasterolo del Castello - Via Crucis stazione VI La Veronica asciuga il volto di Gesù - opera di Trento Longaretti

Trento Longaretti»
Trento Longaretti (Treviglio, 27 settembre 1916 – Bergamo, 7 giugno 2017) è stato un pittore italiano.

## Biografia
Il padre Alessandro, di professione fabbro, scelse di chiamare i propri figli con nomi patriottici, e Trento, nono figlio di tredici, avrà una sorella di nome Trieste e un fratello Vittorio; sarà la sua insegnante delle elementari a scoprirne il talento facendogli fare piccoli disegni che tratteneva, il primo disegno conservato dall'artista risale al 1922.
Dopo i primi studi è a Milano, al Liceo e poi all'Accademia di Brera, dal 1931 al 1939. Gli è maestro Aldo Carpi per cinque anni, con il quale instaurerà un forte legame; il Longaretti si difinirà il più Carpiano dei suoi allievi,  mentre ha compagni di studi Piero Maccaferri, Cassinari, Morlotti, Arturo Martini, Aldo Bergolli e Ibrahim Kodra. Inizia ad esporre i suoi lavori nel 1936 ai Littoriali della cultura e dell'arte.
I suoi modi d'artista si ritrovano nel filone della rivista Corrente, insieme a Morlotti, Guttuso, Sassu e Vedova.
Nel 1939, deve lasciare la scuola a Brera per adempiere agli obblighi militari della Seconda guerra mondiale, viene mandato prima in Slovenia, poi in Sicilia e nel 1943 in Kosovo. Ampia è la raccolta di disegni e schizzi eseguiti durante questa sua esperienza di anni di guerra.
Nel 1942 partecipa alla Biennale di Venezia, e alla Mostra degli Artisti in armi a Roma nel Palazzo delle Esposizioni. L'anno successivo espone a Bergamo.
Con la fine della guerra può riprendere pienamente il lavoro: oltre che alla pittura e alla grafica si dedica anche all'affresco, all'arte della vetrata e del mosaico. Nel 1948, 1950 e 1956 partecipa di nuovo alla Biennale veneziana mentre è alla Quadriennale di Roma nel 1952.
Nel 1953 vince il concorso per la cattedra di pittura all'Accademia Carrara di Bergamo, succedendo ad Achille Funi. Dirige l'Accademia fino al 1978, incarico che lascia di sua volontà.
Il suo percorso d'artista che raccoglie un'ampia fascia di anni dal 1937 al 2016, permette di raccontare in modo emozionante la storia e gli incontri di una vita, dall'infanzia, in particolare l'esperienza del periodo bellico e della sofferenza di un popolo ebraico, che il pittore vede sempre in cammino, sono un elemento importante della sua attività artistica. Longaretti associa il cammino del popolo ebraico a quello che definisce Gli scacciati di notte, ai profughi, alla povera gente, agli esodati, a chi fugge su barconi, a chi cerca una vita felice.
Nel 2009  l'Istituto Italiano di Cultura a New York allestisce una sua mostra, dopo 41 anni dalla sua precedente esposizione.  Nello stesso anno il Credito Bergamasco a Bergamo ne inaugura una dedicata alle sue nature morte.
Nel 2016, in occasione del suo centesimo compleanno, la città di Bergamo lo festeggia con una serie di iniziative.
L'artista è morto nella mattina del 7 giugno 2017, all'Hospice di Bergamo, dove era ricoverato per complicazioni dovute all’età.

## Opere
Numerosi sono i suoi lavori, dai disegni, alle pitture ad olio e acquarelli. Alcune di queste nel tempo:
- Poveri e case di periferia olio su tavola 1969
- Mazzetto di gerani olio su tela 1969
- Madre in bianco e luna olio su tela 1974
- Madre su fondi viola olio su tela 1979
- Viandante e cielo giallo olio su tela 1983
- Fantasie su Venezia olio su tavola 1983
- Figure d'inverno olio su tavola 1984
- Viandanti olio su tavola 1984
- Il povero violinista e la sua donna  olio su tela 1986
- Studio di madre in Grigio olio su tela 1990
- Flora in rosso olio su tela 1990
- Viandante con organetto olio du tavola 1992
- Vecchio musicante con bambino olio su tavola 1993
- Madre olio su tela 1994
- Bimba con mimosa olio su tavola 1995
- Composizione olio su tela 1998
- Famiglia di teatranti in cammino olio su tela 2013
- Arlecchino tecnica mista
- Madre in rosso con bambina tecnica mista

## Considerazioni critiche
Elenco di alcuni commenti critici:
- ...Sentiamo una musica nuova ma anche una musica mai udita, sentiamo la forza del colore ma anche la grazia e la malinconia degli inquieti viandanti, degli esiliati. C'è qualche cosa di ebraico, di bibliogo, nell'umanità di Longaretti, uno stridore consolatorio come nella certezza che l'uomo dovrà arrivare alla fine di una lunghissima pena, senza un grido, senza un lamento. Vittorio Sgarbi 1989[11].
- ...non quel tuono, né la sua commoventi geneerosità e gentilezza mi avevano attratto di lui, piuttosto un contrasto che gli avevo scoperto... tra personalità molto precisa e altrettanto inquieta... Ennio Morlotti 1956[12]
- ...i suoi personaggi sembrano vivere, malgrado la loro insistente malinconia in un ambiente caldo ed intimo che ha il compito di proteggere la loro tristezza. Giorgio Kaisserlian 1958[13]
- ...La giustificazione teorica e concettuale del racconto, sia pure sfumato ed allusivo, sottende alla stesura pittorica con indefettibile rigore, con la dure determinazione delle fedi intoccabili... Carlo Pirovano Palazzo dei Diamanti 1957-1977[14]
- ...ha invece scelto la via degli esseri umani. E la sua pittura li accompagna in ogni fase della loro crescita, dalla nascita alla vecchiaia, attraverso tutte le età della vita. Anna Caterina Bellati 2005

## Esposizioni
Ha partecipato alle Biennali di Venezia del 1942, 1948, 1950 e 1956, al Premio Bergamo nel 1939 e nel 1940, al "Premio del Fiorino" del 1966 e 1969.

Ha esposto in Italia e all'estero (Londra, New York, Parigi, Buenos Aires, Toronto, Ottawa, Amsterdam, Monaco, Stoccolma).

Tra le personali: al Palazzo dei Diamanti di Ferrara, nel Castello Sforzesco di Vigevano, alla Permanente di Milano.
Antologiche di disegni e grafiche sono state realizzate al Centro San Fedele di Milano, a Piacenza e a Bergamo.
 Può vantare numerosi studi monografici dedicati alla sua arte.
 Fra le più recenti personali di particolare interesse la mostra "Longaretti - Brera anni Quaranta" a Bergamo. Nel Palazzo della Ragione di Bergamo nel 1992 la mostra "Paesaggi e nature morte".
 Nel Museo del Duomo di Milano nel 1993 si è tenuta una mostra di disegni e dipinti sul tema "Il Sacro nella vita di un artista".
 Nel 1995: "Tra realtà e visione", Palazzo Comunale di Calcio (Bergamo) e "L'arte e il mistero cristiano"alla Collezione Civica di Pinerolo. 
Nel 1996 a Bergamo la grande mostra: "Excursus". Longaretti da Brera alla Carrara", Galleria Lorenzelli. Altre recenti personali (1996) sono state presentate a Vienna, Galerie Prisma e a Mantova, Galleria B&B; nel 1999 alla Casa del Mantegna, Mantova; al Palazzo delle Nazioni Unite "Longaretti, la poesia e la speranza"; nel 2004 al Bastione Mesagne di Brindisi.

Numerose le sue mostre pubbliche e private tra le quali:
Mostre pubbliche
- 1956 - Palazzo dei Diamanti - Ferrara
- .... - Castello Sforzesco - Vigevano
- .... - Permanente - Milano
- .... - Centro culturale San Fedele - Milano

Mostre personali
- ..... - "Longaretti - Brera anni Quaranta" - Bergamo
- 1967 - "Mostra personale di Trento Longaretti" Galleria L'Approdo - Torino
- 1992 - "Paesaggi e nature morte" Palazzo della Ragione - Bergamo
- 1993 - "Il Sacro nella vita di un artista"   Museo del Duomo di Milano - Milano
- 1995 - "Tra realtà e visione" Palazzo Comunale - Calcio (Bergamo)
- 1995 - "L'arte e il mistero cristiano" Collezione Civica - Pinerolo
- 1996 -  "Excursus" - Bergamo
- 1996 -  Longaretti da Brera alla Carrara  Galleria Lorenzelli - Bergamo
- 1999 -  Longaretti, la poesia e la speranza Palazzo delle Nazioni Unite - Bruxelles
- 1999 -  Trento Longaretti  Casa del Mantegna - Mantova
- 2004 -  Trento Longaretti  Bastione Mesagne - Brindisi
- 2013 -  Sentimento e ragione, il percorso poetico nelle opere di Trento Longaretti - Arcumeggia Varese[16]

Concorsi
- 1939 - Premio Bergamo - Bergamo
- 1940 - Premio Bergamo - Bergamo
- 1942 - Biennale di Venezia - Venezia
- 1948 - Biennale di Venezia - Venezia
- 1950 - Biennale di Venezia - Venezia
- 1956 - Biennale di Venezia - Venezia
- 1966 - Premio del Fiorino - Bergamo
- 1969 - Premio del Fiorino - Bergamo

## Opere in musei e collezioni
Sue opere si trovano in Vaticano, nel Duomo di Milano, nella Basilica di Sant'Ambrogio, nel Duomo di Novara e al Sacro Monte di Varese. Suoi dipinti sono nel Museo d'Arte Moderna di Basilea, nei Musei Vaticani, nella Galleria Ricci-Oddi di Piacenza, nella Pinacoteca Carrara di Bergamo, nella Civica Galleria di Gallarate, nella Galleria d'Arte Moderna di Milano, nel Museo della Permanente a Milano. Del 1970 sono i mosaici della via Crucis delle cappelle presenti sul sagrato della parrocchia di Monasterolo del Castello.
- 1956 - Vaticano - Roma
- .... - .....Duomo di Milano - Milano
- .... - .....Basilica di Sant'Ambrogio - Milano
- .... - .....Parrocchiale di San Giuseppe - Muggiò
- 1965 - Pontificio seminario lombardo, vetrate della Cappella del Seminario
- 1969 - Maria SS.ma Assunta, vetrata sopra l'arco trionfale del Duomo di Novara  - Novara
- 1970 - Via Crucis, mosaico per il sagrato della Chiesa di San Salvatore - Monasterolo del Castello
- 1975 - Meditazione VIII, dipinto, Palazzo delle Nazioni Unite di Ginevra (dono dell'Italia alle Nazioni Unite)
- 1992 - Cristo Risorto, vetrata sopra il portale della chiesa prepositurale di S. Stefano Protomartire, Villa di Serio
- Galleria d'arte moderna e contemporanea di Bergamo
- 1969 - Mosaico dell'abside della Chiesa di Ognissanti presso il Cimitero monumentale di Bergamo